# Manoel F. de Araújo
Manoel Francisco Ferreira de Araújo, mais conhecido como Manoel F. de Araújo ou Manuel F. Araujo (Rio de Janeiro, 8 de fevereiro de 1879 – Rio de Janeiro, 1940), foi um ator e diretor de cinema brasileiro. Foi um dos atores mais conhecidos do início do cinema brasileiro, tendo protagonizado inúmeros filmes, entre eles "Ubirajara" e "Aventuras de Gregório". Como diretor, é conhecido pelo seu único filme, "Convém Martelar". 

## Biografia
Nascido em 8 de fevereiro de 1879 no Rio de Janeiro, começou sua carreira artística no teatro em 1906, estreando na Companhia Ismenia Santos. Em 1919, estreou no cinema com os filmes "Alma Sertaneja" e "Ubirajara" de Luiz de Barros. Em 1920 atua em "Coração de Gaúcho" e "Aventuras de Gregório", ambos também de Barros. No mesmo ano dirige o seu primeiro filme, "Convém Martelar" ao lado do ator português António Silva.
Em 1923, atua em "O Cavaleiro Negro", "A Capital Federal" e "Augusto Aníbal Quer Casar". No ano seguinte estrela o filme "Hei de Vencer". Se afasta do cinema até 1929, ano em que atua no filme "Barro Humano" de Adhemar Gonzaga. Volta a trabalhar com Luiz de Barros em 1936, fazendo uma pequena aparição no filme "O Jovem Tataravô".
Faleceu em 1940, aos 61 anos.

## Filmografia
| Ano  | Título                    | Papel                         | Notas           |
| ---- | ------------------------- | ----------------------------- | --------------- |
| 1919 | Alma Sertaneja            | Padre                         |                 |
| 1919 | Ubirajara                 | Cacique Itaquê                |                 |
| 1920 | Convém Martelar           | —                             | Também diretor. |
| 1920 | Coração de Gaúcho         | Fazendeiro                    |                 |
| 1920 | Aventuras de Gregório     | Gregório                      |                 |
| 1923 | O Cavaleiro Negro         | Chefe indiano                 |                 |
| 1923 | A Capital Federal         | Figueiredo                    |                 |
| 1923 | Augusto Aníbal Quer Casar | Barbado                       |                 |
| 1924 | Hei de Vencer             | Jaime Fonseca                 |                 |
| 1929 | Barro Humano              | "No cabaré"                   |                 |
| 1931 | Mulher                    | Rafael Brandão, pai de Helena |                 |
| 1933 | Onde a Terra Acaba        | —                             |                 |
| 1936 | O Jovem Tataravô          | Dono do cabaré                |                 |
| 1936 | Bonequinha de Seda        | Convidado grisalho            |                 |
| 1937 | Maria Bonita              | —                             |                 |
| 1939 | Aves Sem Ninho            | Comendador Leitão             |                 |